# Maties de Vall i Llaberia
Maties de Vall i Llaberia (Les Borges del Camp, 11 de juliol de 1802- Igualada, 27 de maig de 1874) fou un militar i polític català.
La seva casa pairal era a la masia coneguda com a Cal Vall. Durant el trienni liberal deixà els estudis per a fer-se militar, i fou ascendit a tinent el 1827. A causa de la seva participació en la guerra dels Malcontents fou empresonat el 1833, i quan sortí va organitzar el cos d'exèrcit carlí durant la primera guerra carlina, en la que fou cap d'Estat Major el 1835, mariscal de camp i oficial general de les forces carlines. Dirigí les forces primer a Tarragona i després a Navarra i el Pallars, on guanyà la batalla de Rialb (1838).
De 1839 a 1847 va romandre exiliat a França, on a Montpeller el 22 de febrer de 1843 va tenir un fill. Quan tornà s'establí a les Borges del Camp, d'on en fou alcalde el 1850-1851, 1852-1853 i 1863-1864. A les eleccions generals espanyoles de 1871 fou elegit diputat carlí per Gandesa. Encara l'abril de 1872 va dirigir l'aixecament al Baix Camp durant la Tercera Guerra Carlina i es va fer fort a la Serra de Prades.
El borgenc Ferran Jové va fer una interessant i documentada biografia de Maties de Vall.